# Вессио, Эрнест
Эрнест Вессио (фр. Ernest Paul Joseph Vessiot, рус. Эрнест Поль Жозеф Вессио; 8 марта 1865, Марсель — 17 октября 1952, Ла-Бош, департамент Савойя) — французский математик.
Директор Высшей нормальной школы в Париже (1927—1935). Член Французской академии наук (1943).

## Научная деятельность

### Основные направления исследований
- Теория представлений групп Ли.
- Дифференциальная теория Галуа[2]
- Применение теории Фредгольма к дифференциальным уравнениям в частных производных.
- Работы по баллистике во время Первой мировой войны.

### Основные публикации
- Leçons De Géométrie Supérieure (Hermann, 1919)[3]
- Vessiot, Ernest (1910), Méthodes d'intégration élémentaires, in Molk, Jules (ed.), Encyclopédie des sciences mathématiques pures et appliquées, vol. 3, Gauthier-Villars & Teubner, pp. 58–170